# 聖公會日修小學
聖公會日修小學（英語：S.K.H. Yat Sau Primary School）是一間位於香港九龍彩虹邨的小學，創立於1965年。其名稱是為紀念已故的鄺日修牧師而命名，由聖公會的何明華會督為該校揭幕。
該校首任上午校校長是劉重生女士；下午校校長是何汝悼先生；最後一任校長為陳頌康先生，現時為合併後的聖公會聖十架小學校長。
聖公會日修小學的校舍與操場與聖公會靜山小學相毗連，四週均被彩虹邨的公共房屋所包圍。
不少電視劇集和新聞片段都借用該校拍攝，如無綫電視心在香港（四十週年台慶）宣傳片、爸爸閉翳，老公萬歲，香港電台電視部製作之非常平等任務等。

## 歷史
1860年：「英國海外傳道會」(Church Missionary Society [ 簡稱C.M.S])委派傳教士東來傳教。由於當時婦女鮮有接受教育的機會，其中一位傳教士白思德女士於香港島設立了多間以她名字為校名的學校，教授各區婦女。
1876年：為記念白女士的功績，將曾被燒毀後重建於荷李活道的一所學校命名為白思德紀念學校。這所學校即是今天聖馬太小學的前身，亦是聖公會第一間小學。
1881年至1931年：又先後共創設十三所學校，學生達數千餘人。第二次世界大戰爆發後，校務因戰爭而有所停頓。
1887年：聖公會把教育服務拓展至九龍，創辦「土瓜灣聖公會學校」於浙江街，略具雛型。
1945年8月：戰爭結束，香港重光。隨後幾年，大陸各省人士多來港營生，人口亟增，學童人數亦隨之增長。當時，何明華會督對學童教育極表關懷，遂請施玉麒牧師領導辦理復校工作。
1952年：「土瓜灣聖公會學校」遷江西街，漸見規模。此即本校聖公會聖提摩太小學之前身，也是九龍區的第一所聖公會小學。
1965年：創校的聖公會靜山小學和聖公會日修小學，分別為紀念鄺日修牧師和霍靜山牧師而命名，兩校的校舍與操場相連，僅以幾條柱或鐵鏈分隔，雖然學生非常守規矩不會「越界」，但兩校關係非常密切。
聖公會靜山小學的校舍與操場與友校聖公會日修小學相毗連。
2004年：聖公會日修小學在操場旁修建了一座新翼用以教學用途，以提昇教學質素。該校並設有家長教師會和校友會。
2006年:踏入二十一世紀，為配合不斷變更的教育政策，維持推動教育工作的優勢，本校的會於2006年6月成立新公司，取名為「聖公宗（香港）小學監理委員會有限公司」。現時屬下小學共有50間，分布全港各區。
2010年6月24日：教育局公布，聖公宗（香港）小學監理委員會有限公司，獲分配位於啟德的新校舍，重置至啟晴邨新校舍後，校網由黃大仙區轉為九龍城區。
2016年7月：本校與聖公會靜山小學合併成為聖公會聖十架小學，並遷至新址。
此校舍連同相連的原靜山小學一併拆卸重建為一所設24班的小學，供同一屋邨內的中華基督教會基華小學遷置之用，原訂2024年啟用。該校舍由AD+RG負責設計。然而，由於房委會宣佈將重建彩虹邨，此校原邨重置工作已被凍結，遷校與否視乎教育局及房委會決定。

## 校政管理

### 歷任校監
- 李綠華[5]
- 周馬佩堅[6]

### 歷任校長
- 劉重生[5]
- 茹季坤
- 梁黃鳳雲（退休後移居外國）
- 鄭光耀
- 曾仲然（已故）
- 林湘雲[6]
- 李偉栢
- 何亦儀
- 梅潔玲
- 陳頌康

## 著名校友
- 李家文：前無綫新聞女主播
- 劉以達：香港男藝人

## 外部連結
- 學校網站
- 聖公會聖十架小學 （页面存档备份，存于）